# Distrito de Ignalina
El distrito de Ignalina (lituano:  Ignalinos rajono savivaldybė) es un municipio-distrito lituano perteneciente a la provincia de Utena.
En 2011 tiene 18 386 habitantes. Su capital es Ignalina.
Se ubica en el noreste del país, en la frontera con Bielorrusia.

## Subdivisiones
Se divide en 12 seniūnijos (entre paréntesis la localidad principal):
- Seniūnija de Ceikiniai (Ceikiniai)
- Seniūnija de Didžiasalis (Didžiasalis)
- Seniūnija de Dūkštas (Dūkštas)
- Seniūnija de Ignalina (Ignalina)
- Ignalina (seniūnija formada por la capital municipal)
- Seniūnija de Kazitiškis (Kazitiškis)
- Seniūnija de Linkmenys (Linkmenys)
- Seniūnija de Mielagėnai (Mielagėnai)
- Seniūnija de Naujasis Daugėliškis (Naujasis Daugėliškis)
- Seniūnija de Rimšė (Rimšė)
- Seniūnija de Tverečius (Tverečius)
- Seniūnija de Vidiškės (Vidiškės)